# Allan V. Cox
Allan Verne Cox (* 17. Dezember 1926 in Santa Ana; † 27. Januar 1987 in Palo Alto, Kalifornien) war ein US-amerikanischer Geophysiker, dessen Arbeit zur Datierung der Umkehrungen des Erdmagnetfeldes einen wichtigen Beitrag zur Plattentektonik leistete.
Cox studierte zunächst Chemie an der University of California, Berkeley, brach das Studium aber ab, um zunächst zur Handelsmarine zu gehen, und leistete darauf seinen Wehrdienst. Nach der Rückkehr studierte er in Berkeley Geologie und wurde 1959 bei John Verhoogen (1912–1993), damals einer der wenigen Anhänger der Plattentektonik, promoviert. Er ging dann zum United States Geological Survey in Menlo Park, wo er mit dem Geophysiker Richard Doell (1923–2008) und Brent Dalrymple (* 1937; einem Experten für Datierung mit der Kalium-Argon-Methode) über Gesteinsmagnetismus arbeitete und den dreien gelang es, die erste Zeitskala für Umkehrungen des Erdmagnetfeldes aufzustellen. Das ermöglichte es später Frederick Vine und Drummond Hoyle Matthews den entscheidenden Beweis für die Plattentektonik über die Spuren der Ausdehnung der Meeresböden beiderseits der ozeanischen Rücken zu liefern.
1967 wurde Cox Professor an der Stanford University, wo er 1979 Dekan der Geowissenschaften wurde. Er starb bei einem Fahrradunfall, dessen Umstände einen Suizidverdacht aufkommen ließen. Wenige Tage später sollte er wegen Kindesmissbrauchs angeklagt werden.
Er war 1978 bis 1980 Präsident der American Geophysical Union. 1975 erhielt er die Arthur L. Day Medal, 1969 die John Adam Fleming Medal, 1984 den Arthur-L.-Day-Preis und 1970 den Vetlesen-Preis. Er war Mitglied der National Academy of Sciences (1969), der American Academy of Arts and Sciences (1974) und der American Philosophical Society (1984). 1972 bis 1974 leitete er die Sektion Geomagnetismus und Paläomagnetismus der American Geophysical Union.

## Schriften
- mit Richard Doell, Brent Dalrymple: Geomagnetic Polarity Epochs and Pleistocene Geochronometry. In: Nature. Band 198, 1963, S. 1049–1051.
- mit Richard Doell, Brent Dalrymple: Reversals of the earth´s magnetic field. In: Scientific American. Band 216, 1967.
- Geomagnetic reversals. In: Science. Band 163, 1969, S. 237.
- Plate tectonics and geomagnetic reversals. Freeman, San Francisco 1973.
- mit Robert Brian Hart Plate Tectonics: How It Works. Wiley-Blackwell, 1986.